# Nia Jax
Savelina Fanene (29 de maio de 1984) é uma modelo plus-size e lutadora de luta livre profissional estadunidense, que atualmente trabalha para a WWE no programa SmackDown sob o nome de ringue Nia Jax.

## Começo de vida
Fanene nasceu em Sydney, Austrália, e é filha de Joseph e Renate Fanene. Ela frequentou o Palomar College em San Marcos, Califórnia, onde participou do time de basquete. Durante sua passagem na Califórnia, Fanene trabalhou como modelo plus-size.

## Carreira no wrestling profissional

### World Wrestling Entertainment / WWE (2014-presente)

#### NXT (2014–2016)
Fanene assinou contrato com a WWE no começo de 2014 e foi enviada ao território de desenvolvimento NXT. Ela fez a estreia no ringue em 7 de maio de 2015 em um show ao vivo sob o nome de ringue Zada, onde aliou-se com Devin Taylor derrotando Bayley e Carmella. Em agosto, seu nome de ringue foi mudado para Nia Jax.
Após uma série de vinhetas em setembro, Jax fez sua estreia em 14 de outubro derrotando Evie. Ela então entrou em uma série de vitórias consecutivas Em novembro, Jax se aliou com Eva Marie e iniciou uma rivalidade com Bayley pelo Campeonato das Mulheres do NXT. Ela teve um combate pelo Campeonato das Mulheres do NXT de Bayley em 16 de dezembro no NXT TakeOver: London, onde perdeu.
Em 27 de janeiro de 2016, Jax retornou após um mês inativa devido a uma lesão em enredo, onde derrotou Liv Morgan. Em 10 de fevereiro, Jax e Eva atacaram Carmella e Bayley, onde Asuka as impediu de prosseguir o ataque, levando a um combate em duplas com Eva em 24 de fevereiro, onde derrotaram Carmella e Bayley. Em 25 de maio, Jax venceu uma luta de tripla ameaça contra Carmella e Alexa Bliss para se tornar a desafiante ao título de Asuka em 8 de junho no NXT TakeOver: The End, onde perdeu.

#### Raw (2016–presente)

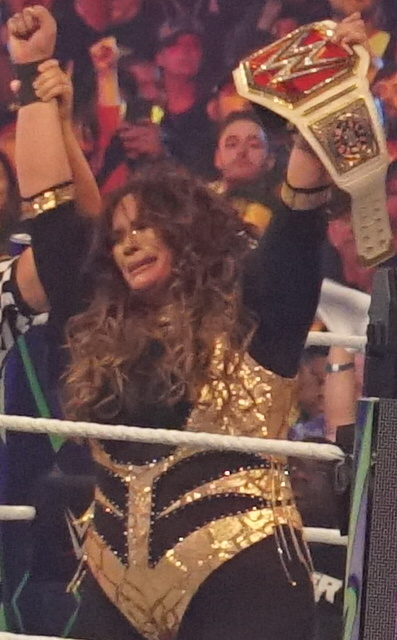
Nia em seu primeiro reinado como Campeã feminina do Raw

Após ser transferida do NXT para o Raw como parte do draft de 2016 em 19 de julho Jax fez sua estreia no roster principal em 25 de julho, onde ela derrotou uma competidora local, Britt Baker, onde continuou a derrotar outras competidoras locais nas semanas seguintes. Em 5 de setembro, Jax foi confrontada nos bastidores por Alicia Fox, levando as duas a se enfrentarem na semana seguinte no Raw, onde a luta terminou sem resultado após Jax aplicar um spear em Fox contra a barricada. Em 25 de setembro no Clash of Champions pay-per-view, Jax derrotou Fox no pré-show. Em 31 de outubro, Jax derrotou Bayley após ser anunciada como parte da equipe da divisão feminina do Raw a competir no Survivor Series contra a equipe feminina do SmackDown. No evento, Jax foi eliminada através de uma submissão de Becky Lynch, após eliminar Naomi e antes e antes de sua equipe vencer a luta. Em 19 de dezembro, Jax iniciou uma rivalidade com Sasha Banks, na qual levou Banks a distrair Jax em 2 de janeiro de 2017 durante uma luta contra Bayley para definir a desafiante ao WWE Raw Women's Championship de Charlotte Flair.
No Royal Rumble de 2019, se tornou a 4ª mulher na história a participar de um Royal Rumble masculino. Além disso, também é a primeira a participar de dois combates Royal Rumble em uma única noite.

## Outras mídias
A primeira aparição de Jax em um vídeo-game foi no WWE 2K17, onde seu personagem não fez parte dos personagens originais e podia ser comprado individualmente.

## Vida pessoal
Fanene é descendente de samoanos e alemães, e parte da família de luta-livre Anoa'i. Ela é prima de Roman Reigns e Tamina. Ela se tornou fã de luta profissional após assistir Dwyane "The Rock" Johnson lutar na WrestleMania XXVIII.
Em 2 de agosto de 2014, Fanene e sua tia Ata Maivia (mãe de The Rock) sofreram um acidente de carro após serem atingidas por um motorista alcoolizado enquanto iam a um evento de caridade em Clermont, Flórida. As duas foram hospitalizadas após o acidente devido aos ferimentos sofridos.

## No wrestling
- Movimentos de finalização
  - Bearhug transitado em um spinebuster[12][13][15] — 2015; usado posteriormente como movimento de assinatura
  - Leg drop, as vezes feito em consecutivas vezes[14][15][20][23]
- Movimentos de assinatura
  - Bearhug[12][13][23]
  - Cobra clutch[19][20][23]
  - Canadian backbreaker rack[14]
  - Headbutt[13][15][23]
  - Elbow drop, as vezes feito em consecutivas vezes[14][24]
  - Hair-pull whip[18][20]
  - Hip attack, ao oponente inclinado[12][13][15]
  - Body avalanche correndo, ao oponente que se aproxima ou escorado no turnbuckle[13][15][18][19]
  - Samoan drop[18][15][19]
  - Shoulderbreaker, ao oponente que se aproxima[18][19][23]
  - Tilt-a-whirl backbreaker[13]
- Managers
  - Eva Marie[20]
- Lutadores de quem foi manager
  - Eva Marie[16]
- Temas de entrada
  - "Force of Greatness" por CFO$[42] (NXT; 14 de outubro de 2015–presente)

## Títulos e prêmios

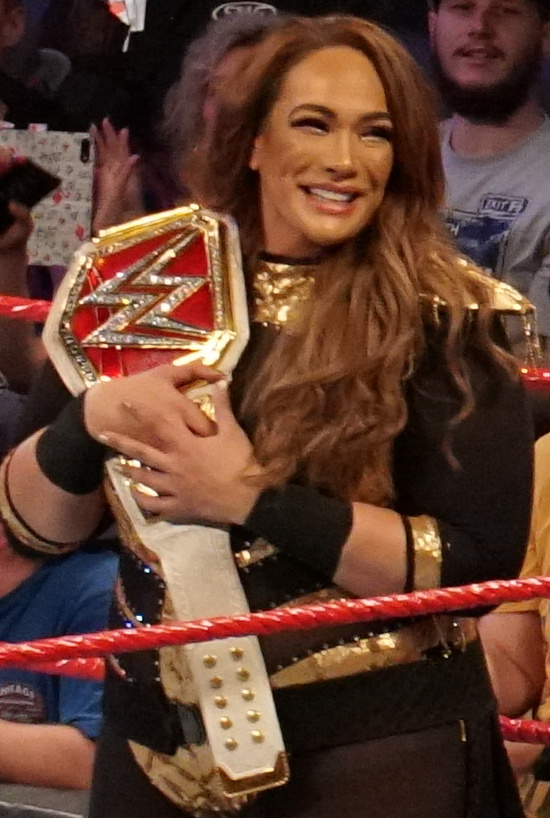
Jax foi duas vezes campeã feminina da WWE.

- Association of National Advertisers
  - Prêmio #SeeHER Now da A.N.A. (2018)[43]
- Pro Wrestling Illustrated
  - Novata do Ano (2016)
  - PWI a colocou na #8ª posição das 100 melhores lutadoras individuais no PWI Female 100 em 2018[44]
  - PWI a colocou na #24ª posição das 50 melhores duplas no PWI Tag Team 50 em 2021 – com Shayna Baszler[45]
- Rolling Stone
  - Título Mais Atrasado Ainda Não Conquistado do Ano (2017)[46]
- Wrestling Observer Newsletter
  - Mais Superestimada (2024)[47]
- WWE
  - Campeonato Feminino da WWE[a] (2 vezes)[48]
  - Campeonato de Duplas Femininas da WWE (2 vezes) - com Shayna Baszler[49]
  - Queen of the Ring (2024)